# Rosita Lojacono
Rosita Lojacono (Palermo, 31 marzo 1897 – Palermo, 3 agosto 2001) è stata una pittrice italiana.

## Biografia
È stata artista soprattutto futurista, dedita alle arti applicate, progettando tappeti, cuscini, foulards, tende, borsette da sera, piatti d'argento, gioielli dal segno elegante e moderno, a metà tra soluzioni avanguardistiche e attenzione alla soluzioni dèco e novecentiste; si è espressa in forma del tutto autonoma e non è stata mai legata ad alcuna Casa d'Arte, creando una serie di progetti in settori eclettici delle cosiddette Arti Minori, realizzati poi da qualificate ditte, spesso esposti nelle più importanti mostre nazionali del settore.
Nelle sue opere usava solitamente firmarsi come Rosita o Rosa Lojacono (anche nella forma abbreviata RLoj) ma spesso il suo cognome è stato nominato come Lo Jacono, Loiacono o Lo Iacono; quest'ultimo peraltro è il suo cognome in anagrafe.
La sua attività professionale è stata comunque quella di insegnante, che ha espletato per la Storia dell'Arte di Disegno, la Storia dell'Arte e la Storia del Costume a Roma, dove ha abitato dagli anni '30 fino alla pensione, per poi ritornare definitivamente a Palermo, sua città natale.
Particolarmente interessanti e più legati all'area futurista di Palermo sono stati i suoi disegni per stoffe, guide, tappeti, carte da parati, tende da realizzare in batik (esposti a Monza nel 1927), per lo più ideati negli anni Trenta, dalle modernissime geometrie e dai raffinati accoppiamenti di colore.
Tra le numerose realizzazioni un divertente gioco per bambini del 1936, (La grande armata) o le xilografie e gli ex libris dal segno marcatamente espressionista; particolarmente interessanti - inoltre - i ricami, soprattutto quelli per centrini e cuscini, in cui introdusse nuove possibilità segniche, inclinanti al dèco e perfino all'astratto (da segnalare l'opera Aracne) nonché i disegni per gioielli, bracciali e collane, che hanno partecipato al concorso ENAPI del 1933, realizzati in corallo, pietre dure, oro e argento, ancor oggi di straordinaria, moderna inventiva.
Nell'aprile del 1923 presenzia alla Prima Esposizione delle Piccole Industrie e dell'Artigianato, organizzata dalla CCIAA di Firenze.
Nel 1927 partecipa alla Mostra internazionale delle Arti Decorative di Monza e nel 1928 alla I Mostra Internazionale di Arti decorative di Taormina, poi a Milano nelle Esposizioni Triennali del 1930, 1933, 1936.
Nel 1928 è presente alla Mostra Arti Decorative di Taormina, sia come membro della Commissione Femminile che come espositrice per la quale vinse la medaglia d'argento; Stefano Bottari, critico del tempo tra i più noti e severi, attribuì alle opere di Rosita Lojacono grazia decorativa e perfezione esecutiva.
Nel 1930 in occasione della I Triennale di Milano espone un piatto in argento, dalle eleganti linee novecentiste nel largo bordo, realizzato dalla ditta Barraja di Palermo, la cui immagine è poi pubblicata in varie riviste; sempre nel 1930 è presente anche alla Prima Mostra Femminile d'Arte Decorativa presso il Castello Sforzesco di Milano.
Nel 1932 espone alla Prima esposizione Regionale Femminile d'Arte di Messina, in cui porta tendine (Libellule) ed un fazzoletto dipinto.
Nel 1933 a Palermo diventa socia dell'ANFDPA (Associazione Fascista Donne Professionali ed Artiste) sotto la presidenza della pittrice (e cantante lirica) Ester Mazzoleni Cavarretta; dove - successivamente - viene eletta presidente della Sezione Arti Applicate, disegnando anche i diplomi di partecipazione agli eventi culturali della stessa.
Ancora nel 1933 partecipa, in occasione della Giornata della Madre e del Fanciullo, alla Mostra Artistica del Bimbo al Palazzo Gallidoro di Palermo; anche nel 1934 è segnata la sua partecipazione, estesa anche al Concorso Tavole da Thé, indetto anch'esso dalla ANFDPA.
A Firenze partecipa ancora ai concorsi ENAPI (Ente Nazionale Artigianato e Piccole Industrie) degli anni trenta, che a quel tempo incoraggiavano l'attività in tutti i settori delle arti decorative italiane, nell'intento di mettere in atto una reale fusione tra arte e artigianato.
Nel 1934 è presente alla V Mostra del Sindacato Belle Arti di Sicilia a Palermo (ad altre Sindacali siciliane partecipa come pittrice), dove espone disegni per una serie di foulards in seta con colori lavabili, dalle ardite quanto sapienti decorazioni geometriche, tra i quali merita di esserne segnalato uno su seta pura color sabbia, aerografato, stampato con colori indanthrene, di cui resta il bozzetto, dal titolo Segnali stradali.
Nel 1935 espone alla VI Sindacale due xilografie fra le quali in particolare si segnala la Processione del Venerdì Santo di particolare raffinata e complessa tecnica esecutiva.
Nel 1961 scrive insieme ad Alberto Nestler il testo in tre volumi Storia dell'Arte (Arti Minori, Cassa, Arredamento, Abbigliamento e Ricamo) - Casa Editrice Aurelia di Roma - adottato da scuole di settore.
Espone poi a Messina nel 1977 e a Napoli alla mostra Futurismo e Meridione nel 1996. 
Alla fine degli anni '60, ritornata nella sua città natale (Palermo), continua ininterrottamente la sua attività artistica e pittorica fino alla veneranda età di 104 anni, curando personalmente numerose altre esposizioni delle sue opere, quali a Napoli nel 1996 quella di Futurismo e Meridione e Fughe e ritorni, a Palermo nel 1998 la Mostra Fughe e dintorni: presenze futuristiche in Sicilia nel 1998 a cura di Enrico Crispolti, nonché ancora a Palermo Presenze Futuriste in Sicilia, a cura di Anna Maria Ruta, nel 1998.
Alcune sue opere sono state esposte post-mortem alla Biennale Donna di Ferrara nel 2002 per la Biennale della Donna - Dal Merletto alla Motocicletta, a cura di Andy Pansera.
Dal 4 dicembre 2009 al 31 gennaio 2010, nell'ambito delle celebrazioni del Centenario del Futurismo, a cura di Roberta Abbate e Giancarlo Carpi, le viene dedicata a Villa Mondragone presso Monte Porzio Catone una mostra personale di bozzetti stile-futurista nell'ambito di quella del Futurismo Romano (Balla, Depero, Prampolini, Dottori).
Dal 25 febbraio al 25 aprile 2012 alcune sue opere sono esposte a Palermo in occasione della mostra Artedonna - Cento anni d'Arte Femminile dal 1850 al 1950 a cura di Anna Maria Ruta.
Dal 9 marzo al 10 giugno 2018 sono in mostra al MAN (Museo d'Arte Provincia di Nuoro) alcune sue opere fra le quali Bozzetto per un Fazzoletto, Disegno Acquarellato e Bozzetto per Guida.